# Vigna venulosa
Vigna venulosa är en ärtväxtart som beskrevs av John Gilbert Baker. Vigna venulosa ingår i släktet vignabönor, och familjen ärtväxter. Inga underarter finns listade i Catalogue of Life.